# The Naracoorte Herald
 (octobre 2022).
The Naracoorte Herald est un journal hebdomadaire publié pour la première fois à Naracoorte en Australie-Méridionale, le 14 décembre 1875. Il a ensuite été vendu à Rural Press, qui appartenait auparavant à Fairfax Media, mais qui est maintenant une société de médias australienne opérant sous le nom de d'Australian Community Media.

## Histoire
Le Narracoorte Herald a été fondé en 1875 par Andrew F. Laurie (1843–1920) et John Watson ( c. 1842 –1925) en tant que ramification de leur Border Watch et dirigé par John B. Mather et Archibald Caldwell (1855–1942), qui avaient appris le métier au Border Watch. Caldwell est parti peu de temps après, et le journal a été acheté par Mather et George Ash et ils ont dirigé l'entreprise jusqu'en 1889.